# Spetsig vinkel
En spetsig vinkel är inom geometrin en vinkel som är mindre än en rät vinkel, dvs mindre än 90°.
En triangel där alla vinklar är spetsiga kallas för en spetsvinklig triangel.
En spetsig vinkel α motsvarar:
- α < 1⁄4 varv
- α < 90°
- α < 1⁄2π radianer
- α < 100g